# Méthode CKC
La méthode CKC est une méthode pour entrer les données en chinois sur les ordinateurs qui utilise la méthode des quatre coins pour coder les caractères.
Le codage utilise au maximum quatre nombres (‘0’ – ‘9’) pour la représentation d'un caractère chinois. Tous les traits possibles qui peuvent composer un caractère chinois, sont divisés en dix groupes. Chacun est indiqué par l'un des dix nombres possibles (‘0’-‘9’). Les caractères chinois peuvent être introduits en déterminant l'ordre des traits à base des quatre coins du caractère. Grâce à la simplicité de coder avec dix nombres, les utilisateurs n’ont besoin que d’un clavier numérique pour introduire le chinois.
Il y a une version disponible pour le chinois traditionnel ainsi qu’une version pour le chinois simplifié. Cependant, la base du codage s'applique aux deux langues. Cela signifie que l'utilisateur ne doit être instruit qu’une fois pour être capable d'utiliser la méthode CKC pour entrer les données en chinois avec aussi bien la version du chinois traditionnel qu’avec la version du chinois simplifié.
Les cours de CKC pour entrer les données en chinois sont fournis par les centres de formation de CKC Centre for the Development of Information Technology for Chinese Language Teaching à Hong Kong Institute of Education, à IVE Haking Wong et  à Hong Kong University.

## La composition

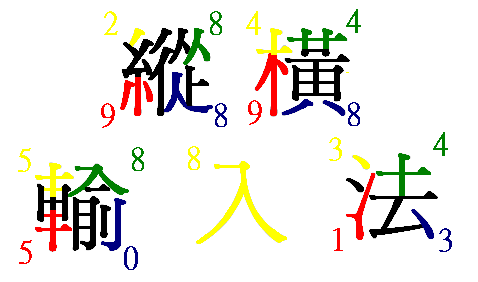
Un exemple de CKC pour entrer les données en chinois.

La composition des traits et leurs nombres correspondants entre 0 et 9 peuvent être définis comme suit:
一橫二豎三點捺
叉四插五方塊六
七角八八九是小
撇與左勾都是零
Cela signifie : le nombre 1 représente un trait horizontal, 2 un trait vertical ou diagonal, 3 une pointe ou un trait diagonal de gauche à droite, 4 un trait croisant un autre trait (forme de croix), 5 trois traits ou plus dont un croise tous les autres, 6 un carré, 7 où un trait forme un angle, 8 la forme du caractère chinois 八 et sa forme inversée, 9 la forme du caractère 小 et sa forme inversée et 0 un trait diagonal de droite à gauche ou un angle à gauche.

## Règle de codage: caractères simples
1. L'ordre de codage : le codage commence au coin haut gauche, puis au coin haut droite, ensuite au coin bas gauche et finalement au coin bas droite. Un exemple : le code CKC pour le caractère "的" 　 est 0760.
2. S'il y a plusieurs façons de coder un caractère, il faut utiliser la façon qui définit plusieurs traits du caractère. Exemple : le code CKC pour le caractère "綜" est 2399 contrairement à 2393.
3. Ne codez chaque forme qu'UNE SEULE FOIS. Exemple : le code CKC pour le caractère "香" 　est 06 contrairement à 0066.
4. S'il y a plusieurs manières de coder un caractère, il est recommandé de coder les traits positionnés le plus à gauche ou à droite du caractère. Exemple : le code CKC pour le caractère "非" est 1111 contrairement à 2222.
5. Les traits les plus hauts du caractère sont plus importants à coder que les traits positionnés plus bas. Exemple : le code CKC pour le caractère "非" est 5307 contrairement à 7307.

## Disponibilité du logiciel
Le logiciel est disponible à télécharger sur le site web du CKC Chinese Input System et est compatible avec Microsoft Windows. Pour d’autres systèmes comme Linux, Palm et Pocket PC, le logiciel est encore en développement.

## WebCKC
Il est également possible d'utiliser la méthode CKC sans l’installer sur le PC. Elle peut être effectuée sur chaque PC par le WebCKC si le PC est connecté à Internet et utilise MS Internet Explorer.
Vous pouvez utiliser la version avec les caractères traditionnels ou la version avec les caractères simplifiés. Faites attention : il faut un clavier numérique pour introduire les caractères chinois avec cette méthode.
Le texte introduit est collecté dans le presse-papiers et peut donc être copié vers chaque application.